# Le Chiffre
Le Chiffre (tiếng Pháp: [lə ʃifʁ], biệt hiệu "The Cypher" hoặc "The Number") là một nhân vật hư cấu xuất hiện trong cuốn tiểu thuyết đầu tiên về James Bond của Ian Fleming mang tên Casino Royale (1953). Trên màn ảnh, Le Chiffre lần lượt được thủ vai bởi Peter Lorre trong bản chuyển thể truyền hình năm 1954 cho sê-ri truyền hình Climax! của CBS, bởi Orson Welles trong bản giả mạo năm 1967 từ nguyên tác và loạt phim điện ảnh Bond; và bởi Mads Mikkelsen trong bản điện ảnh năm 2006 chuyển thể từ tiểu thuyết của Fleming. Fleming sáng tác nhân vật dựa trên nhà huyền bí học Aleister Crowley.

## Những lần xuất hiện

### Phim củaEon
- Sòng bạc hoàng gia (2006)
- Định mức khuây khỏa (2008) – đề cập/thấy qua một tấm ảnh
- Spectre (2015) – đề cập/thấy trong một đoạn hồi tưởng và một tấm ảnh

### Sản phẩm không thuộcEon
- "Casino Royale" (một bản chuyển thể truyền hình của CBS mang tên Climax! năm 1954)
- Casino Royale (một bản phim chiếu rạp của Columbia Pictures ra mắt năm 1967)

### Tay sai trong bản điện ảnh 2006
- Alex Dimitrios - bị Bond dùng con dao của chính y đâm chết
- Carlos Nikolic - bị Bond tráo đổi thiết bị đánh bom dẫn đến tự sát
- Mollaka - bị Bond bắn
- Leo - bị bắt
- Bobbie
- Jochum
- Kratt - bị Mr. White bắn
- Valenka - bị Mr. White bắn
- Tướng Grafin von Wallenstein
- Madame Wu
- Sheriff Tomelli
- Lionel
- Ison